# Ото VIII (Ибург)
Ото VIII фон Текленбург (на немски: Otto VIII von Tecklenburg; † 1493) е граф на Текленбург и граф на Ибург.

## Произход и наследство
Той е син на граф Ото VII фон Текленбург († сл. 1452) и втората му съпруга Алайдис фон Плесе, дъщеря на Готшалк VIII фон Плесе и първата му съпруга Елизабет фон Хонщайн.
След смъртта на баща му той го наследява заедно с по-големия му полубрат Николаус III († 1508). Ото получава от брат си графство Ибург.
Той умира неженен и без деца през 1493 г.